# Сілецька сільська рада (Кам'янка-Бузький район)
| Сілецька сільська рада — орган місцевого самоврядування у Добротвірської селищної громаді Шептицької районі Львівської області з адміністративним центром у с. Сілець. Історична дата утворення: в 1940 році. Водоймища на території, підпорядкованій даній раді: річка Західний Буг. Сільській раді підпорядковані населені пункти: - с. Сілець - с. Долини - с. Перекалки - с. Тартак - с. Тичок |

## Склад ради
Рада складається з 16 депутатів та голови.

### Керівний склад ради
| ПІБ                              | Основні відомості                                            | Дата обрання | Дата звільнення |
| -------------------------------- | ------------------------------------------------------------ | ------------ | --------------- |
| Росаловський Петро Володимирович | Сільський голова, 1961 року народження, освіта, безпартійний | 26.03.2006   | 31.10.2010      |
| Росаловський Петро Володимирович | Сільський голова, 1961 року народження, освіта, безпартійний | 31.10.2010   |                 |

Примітка: таблиця складена за даними джерела